# Saison 2013 de l'ATP
Cet article traite de la saison 2013 masculine. Pour la saison 2013 féminine, voir Saison 2013 de la WTA.
Pour un article plus général, voir 2013 en tennis.
Pour un article plus général, voir ATP World Tour.
Vainqueurs des tournois majeurs
Cet article rassemble les résultats des tournois de tennis masculin de la saison 2013. Celle-ci est constituée de 66 tournois répartis en plusieurs catégories :
- 61 organisés par l'ATP :
  - les Masters 1000, au nombre de 9 ;
  - les ATP 500, au nombre de 11 :
  - les ATP 250, au nombre de 40 ;
  - les ATP World Tour Finals qui réunissent les huit meilleurs joueurs et paires au classement ATP Race en fin de saison ;
- 5 organisés par l'ITF :
  - les 4 tournois du Grand Chelem ;
  - la Coupe Davis (compétition par équipes).

La Hopman Cup est une compétition mixte (par équipes), elle est organisée par l'ITF.

## Résumé de la saison
Rafael Nadal effectue son retour sur le circuit fin février après avoir manqué 7 mois de compétition (depuis Wimbledon 2012 à cause d'une blessure au genou).

## Nouveautés de la saison
- L'US Open est allongé d'une journée car la finale du simple messieurs se joue désormais le lundi et non plus le dimanche. Ceci répond à la demande des joueurs qui souhaitent bénéficier d'une journée de repos supplémentaire entre les demi-finales du samedi et la finale[2].
- Madrid, joué sur terre battue bleue en 2012, revient à une terre battue ocre. Notamment à cause du mécontentement des joueurs[3] qui la trouvent beaucoup trop glissante.
- Le calendrier observe quelques changements :
  - La World Team Cup compétition par équipes nationales jouée sur terre battue à Düsseldorf une semaine avant Roland Garros disparaît. La Coupe Davis devient la seule compétition par équipe de tennis masculin.
  - Belgrade (ATP 250 ; terre (ext.)) disparaît pour laisser place à Düsseldorf (même catégorie et surface). Dans la continuité de la World Team Cup, Düsseldorf continue d'héberger un tournoi sur terre battue la semaine avant Roland Garros. C'est à partir de 2013 un tournoi classique (comprenant un tableau de simple et un de double).
  - Los Angeles (ATP 250 ; dur (ext.)) disparaît pour laisser place à Bogota[4] (même catégorie et surface).

## Classements

### Évolution du Top 10
| Rang | Nom                   | Points |
| ---- | --------------------- | ------ |
| 1    | Novak Djokovic        | 12920  |
| 2    | Roger Federer         | 10265  |
| 3    | Andy Murray           | 8000   |
| 4    | Rafael Nadal          | 6690   |
| 5    | David Ferrer          | 6505   |
| 6    | Tomáš Berdych         | 4680   |
| 7    | Juan Martín del Potro | 4480   |
| 8    | Jo-Wilfried Tsonga    | 3490   |
| 9    | Janko Tipsarević      | 2990   |
| 10   | Richard Gasquet       | 2515   |

| Rang | Nom               | Points |
| ---- | ----------------- | ------ |
| 1    | Mike Bryan        | 9620   |
| 2    | Bob Bryan         | 9550   |
| 3    | Leander Paes      | 7655   |
| 4    | Radek Štěpánek    | 7340   |
| 5    | Daniel Nestor     | 7150   |
| 6    | Marc López        | 6840   |
| 7    | Max Mirnyi        | 6830   |
| 8    | Robert Lindstedt  | 6000   |
| 9    | Horia Tecău       | 5940   |
| 10   | Marcel Granollers | 5790   |

| Rang | Évolution       | Nom                   | Points |
| ---- | --------------- | --------------------- | ------ |
| 1    | en augmentation | Rafael Nadal          | 13030  |
| 2    | en diminution   | Novak Djokovic        | 12260  |
| 3    | en augmentation | David Ferrer          | 5800   |
| 4    | en diminution   | Andy Murray           | 5790   |
| 5    | en augmentation | Juan Martín del Potro | 5255   |
| 6    | en diminution   | Roger Federer         | 4205   |
| 7    | en diminution   | Tomáš Berdych         | 4180   |
| 8    | en augmentation | Stanislas Wawrinka    | 3730   |
| 9    | en augmentation | Richard Gasquet       | 3300   |
| 10   | en diminution   | Jo-Wilfried Tsonga    | 3065   |

| Rang | Évolution       | Nom               | Points |
| ---- | --------------- | ----------------- | ------ |
| 1    | en augmentation | Bob Bryan         | 14960  |
| 1    | en stagnation   | Mike Bryan        | 14960  |
| 3    | en augmentation | Bruno Soares      | 7380   |
| 4    | en augmentation | Alexander Peya    | 7310   |
| 5    | en augmentation | David Marrero     | 5150   |
| 6    | en augmentation | Marcelo Melo      | 5135   |
| 7    | en augmentation | Ivan Dodig        | 5030   |
| 8    | en augmentation | Fernando Verdasco | 4580   |
| 9    | en diminution   | Radek Štěpánek    | 4035   |
| 10   | en diminution   | Leander Paes      | 4025   |

### Statistiques du Top 20 de l'ATP
| #  | Joueurs               | Pays           | Points | Tournois joués | Classement en 2012 | + élevé | - élevé | Evolution '12>'13 |
| -- | --------------------- | -------------- | ------ | -------------- | ------------------ | ------- | ------- | ----------------- |
| 1  | Rafael Nadal          | Espagne        | 13 030 | 20             | 4                  | 1       | 5       | 3                 |
| 2  | Novak Djokovic        | Serbie         | 12 260 | 18             | 1                  | 1       | 2       | 1                 |
| 3  | David Ferrer          | Espagne        | 5 800  | 25             | 5                  | 3       | 5       | 2                 |
| 4  | Andy Murray           | Royaume-Uni    | 5 790  | 19             | 3                  | 2       | 4       | 1                 |
| 5  | Juan Martín del Potro | Argentine      | 5 255  | 21             | 7                  | 5       | 8       | 2                 |
| 6  | Roger Federer         | Suisse         | 4 205  | 19             | 2                  | 2       | 7       | 4                 |
| 7  | Tomáš Berdych         | Tchéquie       | 4 180  | 24             | 6                  | 5       | 7       | 1                 |
| 8  | Stanislas Wawrinka    | Suisse         | 3 730  | 25             | 17                 | 8       | 18      | 9                 |
| 9  | Richard Gasquet       | France         | 3 300  | 25             | 10                 | 9       | 11      | 1                 |
| 10 | Jo-Wilfried Tsonga    | France         | 3 065  | 21             | 8                  | 7       | 10      | 2                 |
| 11 | Milos Raonic          | Canada         | 2 860  | 24             | 13                 | 10      | 18      | 2                 |
| 12 | Tommy Haas            | Allemagne      | 2 435  | 26             | 21                 | 11      | 22      | 9                 |
| 13 | Nicolás Almagro       | Espagne        | 2 290  | 23             | 11                 | 11      | 18      | 2                 |
| 14 | John Isner            | États-Unis     | 2 150  | 26             | 18                 | 9       | 18      | =                 |
| 15 | Mikhail Youzhny       | Russie         | 2 145  | 26             | 25                 | 15      | 32      | 10                |
| 16 | Fabio Fognini         | Italie         | 1 930  | 29             | 45                 | 16      | 47      | 29                |
| 17 | Kei Nishikori         | Japon          | 1 915  | 21             | 19                 | 11      | 21      | 2                 |
| 18 | Tommy Robredo         | Espagne        | 1 810  | 24             | 114                | 18      | 114     | 96                |
| 19 | Gilles Simon          | France         | 1 790  | 25             | 16                 | 13      | 19      | 3                 |
| 20 | Kevin Anderson        | Afrique du Sud | 1 685  | 23             | 37                 | 19      | 37      | 17                |

### Gains en tournois
| #  | Joueur                | Pays        | Simple       | Double    | Total        |
| -- | --------------------- | ----------- | ------------ | --------- | ------------ |
| 1  | Rafael Nadal          | Espagne     | 12 060 915 $ | 10,020 $  | 12 070 935 $ |
| 2  | Novak Djokovic        | Serbie      | 11 186 137 $ | 11,810 $  | 11 197 947 $ |
| 3  | Andy Murray           | Royaume-Uni | 5 366 225 $  | 49,996 $  | 5 416 221 $  |
| 4  | David Ferrer          | Espagne     | 4 079 492 $  | 7,461 $   | 4 086 953 $  |
| 5  | Juan Martín del Potro | Argentine   | 3 886 965 $  | 7,074 $   | 3 894 039 $  |
| 6  | Roger Federer         | Suisse      | 2 788 912 $  | 9,725 $   | 2 798 637 $  |
| 7  | Stanislas Wawrinka    | Suisse      | 2 619 188 $  | 37,737 $  | 2 656 925 $  |
| 8  | Tomáš Berdych         | Tchéquie    | 2 620 315 $  | 12,090 $  | 2 632 405 $  |
| 9  | Richard Gasquet       | France      | 2 387 176 $  | 24,723 $  | 2 411 899 $  |
| 10 | Mikhail Youzhny       | Russie      | 1 690 456 $  | 100,338 $ | 1 790 794 $  |

## Palmarès
| Catégorie                   |
| --------------------------- |
| Grand Chelem                |
| ATP World Tour Finals       |
| ATP World Tour Masters 1000 |
| ATP World Tour 500          |
| ATP World Tour 250          |

### Simple
| No | Date       | Nom et lieu du tournoi                                        | Catégorie    | Dotation       | Surface      | Vainqueur             | Finaliste              | Score                | [ 1 ]   |
| -- | ---------- | ------------------------------------------------------------- | ------------ | -------------- | ------------ | --------------------- | ---------------------- | -------------------- | ------- |
| 1  | 31/12/2012 | Brisbane International, Brisbane                              | ATP 250      | 436 630 $      | Dur (ext.)   | Andy Murray           | Grigor Dimitrov        | 7-60, 6-4            | Tableau |
| 2  | 31/12/2012 | Qatar ExxonMobil Open, Doha                                   | ATP 250      | 1 054 720 $    | Dur (ext.)   | Richard Gasquet       | Nikolay Davydenko      | 3-6, 7-64, 6-3       | Tableau |
| 3  | 31/12/2012 | Aircel Chennai Open, Chennai                                  | ATP 250      | 385 150 $      | Dur (ext.)   | Janko Tipsarević      | Roberto Bautista-Agut  | 3-6, 6-1, 6-3        | Tableau |
| 4  | 07/01/2013 | Apia International Sydney, Sydney                             | ATP 250      | 436 630 $      | Dur (ext.)   | Bernard Tomic         | Kevin Anderson         | 6-3, 62-7, 6-3       | Tableau |
| 5  | 07/01/2013 | Heineken Open, Auckland                                       | ATP 250      | 433 400 $      | Dur (ext.)   | David Ferrer          | Philipp Kohlschreiber  | 7-65, 6-1            | Tableau |
| 6  | 14/01/2013 | Australian Open, Melbourne                                    | G. Chelem    | 13 803 160 AU$ | Dur (ext.)   | Novak Djokovic        | Andy Murray            | 62-7, 7-63, 6-3, 6-2 | Tableau |
| 7  | 04/02/2013 | Open Sud de France, Montpellier                               | ATP 250      | 410 200 €      | Dur (int.)   | Richard Gasquet       | Benoît Paire           | 6-2, 6-3             | Tableau |
| 8  | 04/02/2013 | PBZ Zagreb Indoors, Zagreb                                    | ATP 250      | 410 200 €      | Dur (int.)   | Marin Čilić           | Jürgen Melzer          | 6-3, 6-1             | Tableau |
| 9  | 04/02/2013 | VTR Open Chile, Viña del Mar                                  | ATP 250      | 410 200 $      | Terre (ext.) | Horacio Zeballos      | Rafael Nadal           | 62-7, 7-66, 6-4      | Tableau |
| 10 | 11/02/2013 | ABN AMRO World Tennis Tournament, Rotterdam                   | ATP 500      | 1 267 875 €    | Dur (int.)   | Juan Martín del Potro | Julien Benneteau       | 7-62, 6-3            | Tableau |
| 11 | 11/02/2013 | SAP Open, San José                                            | ATP 250      | 546 930 $      | Dur (int.)   | Milos Raonic          | Tommy Haas             | 6-4, 6-3             | Tableau |
| 12 | 11/02/2013 | Brasil Open, São Paulo                                        | ATP 250      | 455 775 $      | Terre (int.) | Rafael Nadal          | David Nalbandian       | 6-2, 6-3             | Tableau |
| 13 | 18/02/2013 | U.S. National Indoor Tennis Championships, Memphis            | ATP 500      | 1 212 750 $    | Dur (int.)   | Kei Nishikori         | Feliciano López        | 6-2, 6-3             | Tableau |
| 14 | 18/02/2013 | Open 13, Marseille                                            | ATP 250      | 528 135 €      | Dur (int.)   | Jo-Wilfried Tsonga    | Tomáš Berdych          | 3-6, 7-66, 6-4       | Tableau |
| 15 | 18/02/2013 | Copa Claro, Buenos Aires                                      | ATP 250      | 493 670 $      | Terre (ext.) | David Ferrer          | Stanislas Wawrinka     | 6-4, 3-6, 6-1        | Tableau |
| 16 | 25/02/2013 | Dubai Duty Free Tennis Championships, Dubaï                   | ATP 500      | 1 785 500 $    | Dur (ext.)   | Novak Djokovic        | Tomáš Berdych          | 7-5, 6-3             | Tableau |
| 17 | 25/02/2013 | Abierto Mexicano Telcel, Acapulco                             | ATP 500      | 1 212 750 $    | Terre (ext.) | Rafael Nadal          | David Ferrer           | 6-0, 6-2             | Tableau |
| 18 | 25/02/2013 | Delray Beach International Tennis Championships, Delray Beach | ATP 250      | 455 775 $      | Dur (ext.)   | Ernests Gulbis        | Édouard Roger-Vasselin | 7-63, 6-3            | Tableau |
| 19 | 07/03/2013 | BNP Paribas Open, Indian Wells                                | Masters 1000 | 5 191 943 $    | Dur (ext.)   | Rafael Nadal          | Juan Martín del Potro  | 4-6, 6-3, 6-4        | Tableau |
| 20 | 20/03/2013 | Sony Open Tennis, Miami                                       | Masters 1000 | 4 330 625 $    | Dur (ext.)   | Andy Murray           | David Ferrer           | 2-6, 6-4, 7-61       | Tableau |
| 21 | 08/04/2013 | Grand Prix Hassan II, Casablanca                              | ATP 250      | 410 200 €      | Terre (ext.) | Tommy Robredo         | Kevin Anderson         | 7-66, 4-6, 6-3       | Tableau |
| 22 | 08/04/2013 | U.S. Men's Clay Court Championships, Houston                  | ATP 250      | 455 775 $      | Terre (ext.) | John Isner            | Nicolás Almagro        | 6-3, 7-5             | Tableau |
| 23 | 15/04/2013 | Monte-Carlo Rolex Masters, Monte-Carlo                        | Masters 1000 | 2 646 495 €    | Terre (ext.) | Novak Djokovic        | Rafael Nadal           | 6-2, 7-61            | Tableau |
| 24 | 22/04/2013 | Barcelona Open Banc Sabadell, Barcelone                       | ATP 500      | 1 708 875 €    | Terre (ext.) | Rafael Nadal          | Nicolás Almagro        | 6-4, 6-3             | Tableau |
| 25 | 22/04/2013 | BRD Nastase Tiriac Trophy, Bucarest                           | ATP 250      | 410 200 €      | Terre (ext.) | Lukáš Rosol           | Guillermo García-López | 6-3, 6-2             | Tableau |
| 26 | 29/04/2013 | Portugal Open, Oeiras                                         | ATP 250      | 410 200 €      | Terre (ext.) | Stanislas Wawrinka    | David Ferrer           | 6-1, 6-4             | Tableau |
| 27 | 29/04/2013 | BMW Open, Munich                                              | ATP 250      | 410 200 €      | Terre (ext.) | Tommy Haas            | Philipp Kohlschreiber  | 6-3, 7-63            | Tableau |
| 28 | 05/05/2013 | Mutua Madrid Open, Madrid                                     | Masters 1000 | 3 368 265 €    | Terre (ext.) | Rafael Nadal          | Stanislas Wawrinka     | 6-2, 6-4             | Tableau |
| 29 | 12/05/2013 | Internazionali BNL d'Italia, Rome                             | Masters 1000 | 2 646 795 €    | Terre (ext.) | Rafael Nadal          | Roger Federer          | 6-1, 6-3             | Tableau |
| 30 | 19/05/2013 | Power Horse Cup, Düsseldorf                                   | ATP 250      | 410 200 €      | Terre (ext.) | Juan Mónaco           | Jarkko Nieminen        | 6-4, 6-3             | Tableau |
| 31 | 19/05/2013 | Open de Nice Côte d'Azur, Nice                                | ATP 250      | 410 200 €      | Terre (ext.) | Albert Montañés       | Gaël Monfils           | 6-0, 7-63            | Tableau |
| 32 | 26/05/2013 | Roland-Garros, Paris                                          | G. Chelem    | 10 104 000 €   | Terre (ext.) | Rafael Nadal          | David Ferrer           | 6-3, 6-2, 6-3        | Tableau |
| 33 | 10/06/2013 | Gerry Weber Open, Halle (Westf.)                              | ATP 250      | 683 665 €      | Gazon (ext.) | Roger Federer         | Mikhail Youzhny        | 65-7, 6-3, 6-4       | Tableau |
| 34 | 10/06/2013 | AEGON Championships, Londres                                  | ATP 250      | 683 665 €      | Gazon (ext.) | Andy Murray           | Marin Čilić            | 5-7, 7-5, 6-3        | Tableau |
| 35 | 16/06/2013 | Topshelf Open, Bois-le-Duc                                    | ATP 250      | 410 200 €      | Gazon (ext.) | Nicolas Mahut         | Stanislas Wawrinka     | 6-3, 6-4             | Tableau |
| 36 | 16/06/2013 | AEGON International, Eastbourne                               | ATP 250      | 468 460 €      | Gazon (ext.) | Feliciano López       | Gilles Simon           | 7-62, 65-7, 6-0      | Tableau |
| 37 | 24/06/2013 | The Championships, Wimbledon                                  | G. Chelem    | 10 514 000 £   | Gazon (ext.) | Andy Murray           | Novak Djokovic         | 6-4, 7-5, 6-4        | Tableau |
| 38 | 08/07/2013 | SkiStar Swedish Open, Båstad                                  | ATP 250      | 433 770 €      | Terre (ext.) | Carlos Berlocq        | Fernando Verdasco      | 7-5, 6-1             | Tableau |
| 39 | 08/07/2013 | Mercedes Cup, Stuttgart                                       | ATP 250      | 410 200 €      | Terre (ext.) | Fabio Fognini         | Philipp Kohlschreiber  | 5-7, 6-4, 6-4        | Tableau |
| 40 | 08/07/2013 | Hall of Fame Tennis Championships, Newport                    | ATP 250      | 455 775 $      | Gazon (ext.) | Nicolas Mahut         | Lleyton Hewitt         | 5-7, 7-5, 6-3        | Tableau |
| 41 | 15/07/2013 | bet-at-home Open - German Tennis Championships, Hambourg      | ATP 500      | 1 102 500 €    | Terre (ext.) | Fabio Fognini         | Federico Delbonis      | 4-6, 7-68, 6-2       | Tableau |
| 42 | 15/07/2013 | Claro Open Colombia, Bogota                                   | ATP 250      | 638 085 $      | Dur (ext.)   | Ivo Karlović          | Alejandro Falla        | 6-3, 7-64            | Tableau |
| 43 | 22/07/2013 | BB&T Atlanta Open, Atlanta                                    | ATP 250      | 546 930 $      | Dur (ext.)   | John Isner            | Kevin Anderson         | 63-7, 7-62, 7-62     | Tableau |
| 44 | 22/07/2013 | Crédit Agricole Suisse Open Gstaad, Gstaad                    | ATP 250      | 410 200 €      | Terre (ext.) | Mikhail Youzhny       | Robin Haase            | 6-3, 6-4             | Tableau |
| 45 | 22/07/2013 | ATP Vegeta Croatia Open Umag, Umag                            | ATP 250      | 410 200 €      | Terre (ext.) | Tommy Robredo         | Fabio Fognini          | 6-0, 6-3             | Tableau |
| 46 | 29/07/2013 | bet-at-home Cup Kitzbühel, Kitzbühel                          | ATP 250      | 410 200 €      | Terre (ext.) | Marcel Granollers     | Juan Mónaco            | 0-6, 7-63, 6-4       | Tableau |
| 47 | 29/07/2013 | Citi Open, Washington D.C.                                    | ATP 500      | 1 295 790 $    | Dur (ext.)   | Juan Martín del Potro | John Isner             | 3-6, 6-1, 6-2        | Tableau |
| 48 | 05/08/2013 | Coupe Rogers, Montréal                                        | Masters 1000 | 2 887 085 $    | Dur (ext.)   | Rafael Nadal          | Milos Raonic           | 6-2, 6-2             | Tableau |
| 49 | 12/08/2013 | Western & Southern Open, Cincinnati                           | Masters 1000 | 3 079 555 $    | Dur (ext.)   | Rafael Nadal          | John Isner             | 7-68, 7-63           | Tableau |
| 50 | 18/08/2013 | Winston-Salem Open, Winston-Salem                             | ATP 250      | 575 250 $      | Dur (ext.)   | Jürgen Melzer         | Gaël Monfils           | 6-3, 2-1 ab.         | Tableau |
| 51 | 26/08/2013 | US Open, Flushing Meadows                                     | G. Chelem    | 16 102 000 $   | Dur (ext.)   | Rafael Nadal          | Novak Djokovic         | 6-2, 3-6, 6-4, 6-1   | Tableau |
| 52 | 16/09/2013 | Moselle Open, Metz                                            | ATP 250      | 410 200 €      | Dur (int.)   | Gilles Simon          | Jo-Wilfried Tsonga     | 6-4, 6-3             | Tableau |
| 53 | 16/09/2013 | St. Petersburg Open, Saint-Pétersbourg                        | ATP 250      | 455 775 $      | Dur (int.)   | Ernests Gulbis        | Guillermo García-López | 3-6, 6-4, 6-0        | Tableau |
| 54 | 23/09/2013 | Malaysian Open, Kuala Lumpur, Kuala Lumpur                    | ATP 250      | 875 500 $      | Dur (int.)   | João Sousa            | Julien Benneteau       | 2-6, 7-5, 6-4        | Tableau |
| 55 | 23/09/2013 | Thailand Open, Bangkok                                        | ATP 250      | 567 530 $      | Dur (int.)   | Milos Raonic          | Tomáš Berdych          | 7-64, 6-3            | Tableau |
| 56 | 30/09/2013 | China Open, Pékin                                             | ATP 500      | 2 315 250 $    | Dur (ext.)   | Novak Djokovic        | Rafael Nadal           | 6-3, 6-4             | Tableau |
| 57 | 30/09/2013 | Rakuten Japan Open Tennis Championships, Tokyo                | ATP 500      | 1 297 000 $    | Dur (ext.)   | Juan Martín del Potro | Milos Raonic           | 7-65, 7-5            | Tableau |
| 58 | 06/10/2013 | Shanghai Rolex Masters, Shanghai                              | Masters 1000 | 3 849 445 $    | Dur (ext.)   | Novak Djokovic        | Juan Martín del Potro  | 6-1, 3-6, 7-63       | Tableau |
| 59 | 14/10/2013 | Kremlin Cup, Moscou                                           | ATP 250      | 746 750 $      | Dur (int.)   | Richard Gasquet       | Mikhail Kukushkin      | 4-6, 6-4, 6-4        | Tableau |
| 60 | 14/10/2013 | If Stockholm Open, Stockholm                                  | ATP 250      | 530 165 €      | Dur (int.)   | Grigor Dimitrov       | David Ferrer           | 2-6, 6-3, 6-4        | Tableau |
| 61 | 14/10/2013 | Erste Bank Open, Vienne                                       | ATP 250      | 501 355 €      | Dur (int.)   | Tommy Haas            | Robin Haase            | 6-3, 4-6, 6-4        | Tableau |
| 62 | 21/10/2013 | Valencia Open 500, Valence                                    | ATP 500      | 1 496 095 €    | Dur (int.)   | Mikhail Youzhny       | David Ferrer           | 6-3, 7-5             | Tableau |
| 63 | 21/10/2013 | Swiss Indoors Basel, Bâle                                     | ATP 500      | 1 445 835 €    | Dur (int.)   | Juan Martín del Potro | Roger Federer          | 7-63, 2-6, 6-4       | Tableau |
| 64 | 28/10/2013 | BNP Paribas Masters, Paris                                    | Masters 1000 | 2 646 495 €    | Dur (int.)   | Novak Djokovic        | David Ferrer           | 7-5, 7-5             | Tableau |
| 65 | 04/11/2013 | Barclays ATP World Tour Finals, Londres                       | Masters      | 6 000 000 $    | Dur (int.)   | Novak Djokovic        | Rafael Nadal           | 6-3, 6-4             | Tableau |

### Double
| No | Date       | Nom et lieu du tournoi                                       | Catégorie    | Dotation       | Surface      | Vainqueurs                             | Finalistes                             | Score               | [ 1 ]   |
| -- | ---------- | ------------------------------------------------------------ | ------------ | -------------- | ------------ | -------------------------------------- | -------------------------------------- | ------------------- | ------- |
| 1  | 31/12/2012 | Brisbane International Brisbane                              | ATP 250      | 436 630 $      | Dur (ext.)   | Marcelo Melo Tommy Robredo             | Eric Butorac Paul Hanley               | 4-6, 6-1, [10-5]    | Tableau |
| 2  | 31/12/2012 | Qatar ExxonMobil Open Doha                                   | ATP 250      | 1 054 720 $    | Dur (ext.)   | Christopher Kas Philipp Kohlschreiber  | Julian Knowle Filip Polášek            | 7-5, 6-4            | Tableau |
| 3  | 31/12/2012 | Aircel Chennai Open Chennai                                  | ATP 250      | 385 150 $      | Dur (ext.)   | Benoît Paire Stanislas Wawrinka        | Andre Begemann Martin Emmrich          | 6-2, 6-1            | Tableau |
| 4  | 07/01/2013 | Apia International Sydney Sydney                             | ATP 250      | 436 630 $      | Dur (ext.)   | Bob Bryan Mike Bryan                   | Max Mirnyi Horia Tecău                 | 6-4, 6-4            | Tableau |
| 5  | 07/01/2013 | Heineken Open Auckland                                       | ATP 250      | 433 400 $      | Dur (ext.)   | Colin Fleming Bruno Soares             | Johan Brunström Frederik Nielsen       | 7-61, 7-62          | Tableau |
| 6  | 14/01/2013 | Australian Open Melbourne                                    | G. Chelem    | 13 803 160 AU$ | Dur (ext.)   | Bob Bryan Mike Bryan                   | Robin Haase Igor Sijsling              | 6-3, 6-4            | Tableau |
| 7  | 04/02/2013 | Open Sud de France Montpellier                               | ATP 250      | 410 200 €      | Dur (int.)   | Marc Gicquel Michaël Llodra            | Johan Brunström Raven Klaasen          | 6-3, 3-6, [11-9]    | Tableau |
| 8  | 04/02/2013 | PBZ Zagreb Indoors Zagreb                                    | ATP 250      | 410 200 €      | Dur (int.)   | Julian Knowle Filip Polášek            | Ivan Dodig Mate Pavić                  | 6-3, 6-3            | Tableau |
| 9  | 04/02/2013 | VTR Open Chile Viña del Mar                                  | ATP 250      | 410 200 $      | Terre (ext.) | Paolo Lorenzi Potito Starace           | Juan Mónaco Rafael Nadal               | 6-2, 6-4            | Tableau |
| 10 | 11/02/2013 | ABN AMRO World Tennis Tournament Rotterdam                   | ATP 500      | 1 267 875 €    | Dur (int.)   | Robert Lindstedt Nenad Zimonjić        | Thiemo de Bakker Jesse Huta Galung     | 5-7, 6-3, [10-8]    | Tableau |
| 11 | 11/02/2013 | SAP Open San José                                            | ATP 250      | 546 930 $      | Dur (int.)   | Xavier Malisse Frank Moser             | Lleyton Hewitt Marinko Matosevic       | 6-0, 65-7, [10-4]   | Tableau |
| 12 | 11/02/2013 | Brasil Open São Paulo                                        | ATP 250      | 455 775 $      | Terre (int.) | Alexander Peya Bruno Soares            | František Čermák Michal Mertiňák       | 65-7, 6-2, [10-7]   | Tableau |
| 13 | 18/02/2013 | U.S. National Indoor Tennis Championships Memphis            | ATP 500      | 1 212 750 $    | Dur (int.)   | Bob Bryan Mike Bryan                   | James Blake Jack Sock                  | 6-1, 6-2            | Tableau |
| 14 | 18/02/2013 | Open 13 Marseille                                            | ATP 250      | 528 135 €      | Dur (int.)   | Rohan Bopanna Colin Fleming            | Aisam-Ul-Haq Qureshi Jean-Julien Rojer | 6-4, 7-63           | Tableau |
| 15 | 18/02/2013 | Copa Claro Buenos Aires                                      | ATP 250      | 493 670 $      | Terre (ext.) | Simone Bolelli Fabio Fognini           | Nicholas Monroe Simon Stadler          | 6-3, 6-2            | Tableau |
| 16 | 25/02/2013 | Dubai Duty Free Tennis Championships Dubaï                   | ATP 500      | 1 785 500 $    | Dur (ext.)   | Mahesh Bhupathi Michaël Llodra         | Robert Lindstedt Nenad Zimonjić        | 7-66, 7-66          | Tableau |
| 17 | 25/02/2013 | Abierto Mexicano Telcel Acapulco                             | ATP 500      | 1 212 750 $    | Terre (ext.) | Łukasz Kubot David Marrero             | Simone Bolelli Fabio Fognini           | 7-5, 6-2            | Tableau |
| 18 | 25/02/2013 | Delray Beach International Tennis Championships Delray Beach | ATP 250      | 455 775 $      | Dur (ext.)   | James Blake Jack Sock                  | Max Mirnyi Horia Tecău                 | 6-4, 6-4            | Tableau |
| 19 | 07/03/2013 | BNP Paribas Open Indian Wells                                | Masters 1000 | 5 191 943 $    | Dur (ext.)   | Bob Bryan Mike Bryan                   | Treat Conrad Huey Jerzy Janowicz       | 6-3, 3-6, [10-6]    | Tableau |
| 20 | 20/03/2013 | Sony Open Tennis Miami                                       | Masters 1000 | 4 330 625 $    | Dur (ext.)   | Aisam-Ul-Haq Qureshi Jean-Julien Rojer | Mariusz Fyrstenberg Marcin Matkowski   | 6-4, 6-1            | Tableau |
| 21 | 08/04/2013 | Grand Prix Hassan II Casablanca                              | ATP 250      | 410 200 €      | Terre (ext.) | Julian Knowle Filip Polášek            | Dustin Brown Christopher Kas           | 6-3, 6-2            | Tableau |
| 22 | 08/04/2013 | U.S. Men's Clay Court Championships Houston                  | ATP 250      | 455 775 $      | Terre (ext.) | Jamie Murray John Peers                | Bob Bryan Mike Bryan                   | 1-6, 7-63, [12-10]  | Tableau |
| 23 | 15/04/2013 | Monte-Carlo Rolex Masters Monte-Carlo                        | Masters 1000 | 2 646 495 €    | Terre (ext.) | Julien Benneteau Nenad Zimonjić        | Bob Bryan Mike Bryan                   | 4-6, 7-64, [14-12]  | Tableau |
| 24 | 22/04/2013 | Barcelona Open Banc Sabadell Barcelone                       | ATP 500      | 1 708 875 €    | Terre (ext.) | Alexander Peya Bruno Soares            | Robert Lindstedt Daniel Nestor         | 5-7, 7-67, [10-4]   | Tableau |
| 25 | 22/04/2013 | BRD Nastase Tiriac Trophy Bucarest                           | ATP 250      | 410 200 €      | Terre (ext.) | Max Mirnyi Horia Tecău                 | Lukáš Dlouhý Oliver Marach             | 4-6, 6-4, [10-6]    | Tableau |
| 26 | 29/04/2013 | Portugal Open Oeiras                                         | ATP 250      | 410 200 €      | Terre (ext.) | Santiago González Scott Lipsky         | Aisam-Ul-Haq Qureshi Jean-Julien Rojer | 6-3, 4-6, [10-7]    | Tableau |
| 27 | 29/04/2013 | BMW Open Munich                                              | ATP 250      | 410 200 €      | Terre (ext.) | Jarkko Nieminen Dmitri Toursounov      | Márcos Baghdatís Eric Butorac          | 6-1, 6-4            | Tableau |
| 28 | 05/05/2013 | Mutua Madrid Open Madrid                                     | Masters 1000 | 3 368 265 €    | Terre (ext.) | Bob Bryan Mike Bryan                   | Alexander Peya Bruno Soares            | 6-2, 6-3            | Tableau |
| 29 | 12/05/2013 | Internazionali BNL d'Italia Rome                             | Masters 1000 | 2 646 795 €    | Terre (ext.) | Bob Bryan Mike Bryan                   | Mahesh Bhupathi Rohan Bopanna          | 6-2, 6-3            | Tableau |
| 30 | 19/05/2013 | Power Horse Cup Düsseldorf                                   | ATP 250      | 410 200 €      | Terre (ext.) | Andre Begemann Martin Emmrich          | Treat Conrad Huey Dominic Inglot       | 7-5, 6-2            | Tableau |
| 31 | 19/05/2013 | Open de Nice Côte d'Azur Nice                                | ATP 250      | 410 200 €      | Terre (ext.) | Johan Brunström Raven Klaasen          | Juan Sebastián Cabal Robert Farah      | 6-3, 6-2            | Tableau |
| 32 | 26/05/2013 | Roland-Garros Paris                                          | G. Chelem    | 10 104 000 €   | Terre (ext.) | Bob Bryan Mike Bryan                   | Michaël Llodra Nicolas Mahut           | 6-4, 4-6, 7-64      | Tableau |
| 33 | 10/06/2013 | Gerry Weber Open Halle (Westf.)                              | ATP 250      | 683 665 €      | Gazon (ext.) | Santiago González Scott Lipsky         | Daniele Bracciali Jonathan Erlich      | 6-2, 7-63           | Tableau |
| 34 | 10/06/2013 | AEGON Championships Londres                                  | ATP 250      | 683 665 €      | Gazon (ext.) | Bob Bryan Mike Bryan                   | Alexander Peya Bruno Soares            | 4-6, 7-5, [10-3]    | Tableau |
| 35 | 16/06/2013 | Topshelf Open Bois-le-Duc                                    | ATP 250      | 410 200 €      | Gazon (ext.) | Max Mirnyi Horia Tecău                 | Andre Begemann Martin Emmrich          | 6-3, 7-64           | Tableau |
| 36 | 16/06/2013 | AEGON International Eastbourne                               | ATP 250      | 468 460 €      | Gazon (ext.) | Alexander Peya Bruno Soares            | Colin Fleming Jonathan Marray          | 3-6, 6-3, [10-8]    | Tableau |
| 37 | 24/06/2013 | The Championships Wimbledon                                  | G. Chelem    | 10 514 000 £   | Gazon (ext.) | Bob Bryan Mike Bryan                   | Ivan Dodig Marcelo Melo                | 3-6, 6-3, 6-4, 6-4  | Tableau |
| 38 | 08/07/2013 | SkiStar Swedish Open Båstad                                  | ATP 250      | 433 770 €      | Terre (ext.) | Nicholas Monroe Simon Stadler          | Carlos Berlocq Albert Ramos            | 6-2, 3-6, [10-3]    | Tableau |
| 39 | 08/07/2013 | Mercedes Cup Stuttgart                                       | ATP 250      | 410 200 €      | Terre (ext.) | Facundo Bagnis Thomaz Bellucci         | Tomasz Bednarek Mateusz Kowalczyk      | 2-6, 6-4, [11-9]    | Tableau |
| 40 | 08/07/2013 | Hall of Fame Tennis Championships Newport                    | ATP 250      | 455 775 $      | Gazon (ext.) | Nicolas Mahut Édouard Roger-Vasselin   | Tim Smyczek Rhyne Williams             | 64-7, 6-2, [10-5]   | Tableau |
| 41 | 15/07/2013 | bet-at-home Open - German Tennis Championships Hambourg      | ATP 500      | 1 102 500 €    | Terre (ext.) | Mariusz Fyrstenberg Marcin Matkowski   | Alexander Peya Bruno Soares            | 3-6, 6-1, [10-8]    | Tableau |
| 42 | 15/07/2013 | Claro Open Colombia Bogota                                   | ATP 250      | 638 085 $      | Dur (ext.)   | Purav Raja Divij Sharan                | Édouard Roger-Vasselin Igor Sijsling   | 7-64, 7-63          | Tableau |
| 43 | 22/07/2013 | BB&T Atlanta Open Atlanta                                    | ATP 250      | 546 930 $      | Dur (ext.)   | Édouard Roger-Vasselin Igor Sijsling   | Colin Fleming Jonathan Marray          | 7-66, 6-3           | Tableau |
| 44 | 22/07/2013 | Crédit Agricole Suisse Open Gstaad Gstaad                    | ATP 250      | 410 200 €      | Terre (ext.) | Jamie Murray John Peers                | Pablo Andújar Guillermo García-López   | 6-3, 6-4            | Tableau |
| 45 | 22/07/2013 | ATP Vegeta Croatia Open Umag Umag                            | ATP 250      | 410 200 €      | Terre (ext.) | Martin Kližan David Marrero            | Nicholas Monroe Simon Stadler          | 6-1, 5-7, [10-7]    | Tableau |
| 46 | 28/07/2013 | bet-at-home Cup Kitzbühel Kitzbühel                          | ATP 250      | 410 200 €      | Terre (ext.) | Martin Emmrich Christopher Kas         | František Čermák Lukáš Dlouhý          | 6-4, 6-3            | Tableau |
| 47 | 29/07/2013 | Citi Open Washington D.C.                                    | ATP 500      | 1 295 790 $    | Dur (ext.)   | Julien Benneteau Nenad Zimonjić        | Mardy Fish Radek Štěpánek              | 7-65, 7-5           | Tableau |
| 48 | 05/08/2013 | Coupe Rogers Montréal                                        | Masters 1000 | 2 887 085 $    | Dur (ext.)   | Alexander Peya Bruno Soares            | Colin Fleming Andy Murray              | 6-4, 7-64           | Tableau |
| 49 | 11/08/2013 | Western & Southern Open Cincinnati                           | Masters 1000 | 3 079 555 $    | Dur (ext.)   | Bob Bryan Mike Bryan                   | Marcel Granollers Marc López           | 6-4, 4-6, [10-4]    | Tableau |
| 50 | 18/08/2013 | Winston-Salem Open Winston-Salem                             | ATP 250      | 575 250 $      | Dur (ext.)   | Daniel Nestor Leander Paes             | Treat Conrad Huey Dominic Inglot       | 7-610, 7-5          | Tableau |
| 51 | 26/08/2013 | US Open Flushing Meadows                                     | G. Chelem    | 16 102 000 $   | Dur (ext.)   | Leander Paes Radek Štěpánek            | Alexander Peya Bruno Soares            | 6-1, 6-3            | Tableau |
| 52 | 16/09/2013 | Moselle Open Metz                                            | ATP 250      | 410 200 €      | Dur (int.)   | Johan Brunström Raven Klaasen          | Nicolas Mahut Jo-Wilfried Tsonga       | 6-4, 7-65           | Tableau |
| 53 | 16/09/2013 | St. Petersburg Open Saint-Pétersbourg                        | ATP 250      | 455 775 $      | Dur (int.)   | David Marrero Fernando Verdasco        | Dominic Inglot Denis Istomin           | 7-66, 6-3           | Tableau |
| 54 | 23/09/2013 | Malaysian Open, Kuala Lumpur Kuala Lumpur                    | ATP 250      | 875 500 $      | Dur (int.)   | Eric Butorac Raven Klaasen             | Pablo Cuevas Horacio Zeballos          | 6-2, 6-4            | Tableau |
| 55 | 23/09/2013 | Thailand Open Bangkok                                        | ATP 250      | 567 530 $      | Dur (int.)   | Jamie Murray John Peers                | Tomasz Bednarek Johan Brunström        | 6-3, 3-6, [10-6]    | Tableau |
| 56 | 30/09/2013 | China Open Pékin                                             | ATP 500      | 2 315 250 $    | Dur (ext.)   | Max Mirnyi Horia Tecău                 | Fabio Fognini Andreas Seppi            | 6-4, 6-2            | Tableau |
| 57 | 30/09/2013 | Rakuten Japan Open Tennis Championships Tokyo                | ATP 500      | 1 297 000 $    | Dur (ext.)   | Rohan Bopanna Édouard Roger-Vasselin   | Jamie Murray John Peers                | 7-65, 6-4           | Tableau |
| 58 | 06/10/2013 | Shanghai Rolex Masters Shanghai                              | Masters 1000 | 3 849 445 $    | Dur (ext.)   | Ivan Dodig Marcelo Melo                | David Marrero Fernando Verdasco        | 7-62, 66-7, [10-2]  | Tableau |
| 59 | 14/10/2013 | Kremlin Cup Moscou                                           | ATP 250      | 746 750 $      | Dur (int.)   | Mikhail Elgin Denis Istomin            | Ken Skupski Neal Skupski               | 6-2, 1-6, [14-12]   | Tableau |
| 60 | 14/10/2013 | If Stockholm Open Stockholm                                  | ATP 250      | 530 165 €      | Dur (int.)   | Aisam-Ul-Haq Qureshi Jean-Julien Rojer | Jonas Björkman Robert Lindstedt        | 6-2, 6-2            | Tableau |
| 61 | 14/10/2013 | Erste Bank Open Vienne                                       | ATP 250      | 501 355 €      | Dur (int.)   | Florin Mergea Lukáš Rosol              | Julian Knowle Daniel Nestor            | 7-5, 6-4            | Tableau |
| 62 | 21/10/2013 | Valencia Open 500 Valence                                    | ATP 500      | 1 496 095 €    | Dur (int.)   | Alexander Peya Bruno Soares            | Bob Bryan Mike Bryan                   | 7-63, 61-7, [13-11] | Tableau |
| 63 | 21/10/2013 | Swiss Indoors Basel Bâle                                     | ATP 500      | 1 445 835 €    | Dur (int.)   | Treat Conrad Huey Dominic Inglot       | Julian Knowle Oliver Marach            | 6-3, 3-6, [10-4]    | Tableau |
| 64 | 28/10/2013 | BNP Paribas Masters Paris                                    | Masters 1000 | 2 646 495 €    | Dur (int.)   | Bob Bryan Mike Bryan                   | Alexander Peya Bruno Soares            | 6-3, 6-3            | Tableau |
| 65 | 04/11/2013 | Barclays ATP World Tour Finals Londres                       | Masters      | 6 000 000 $    | Dur (int.)   | David Marrero Fernando Verdasco        | Bob Bryan Mike Bryan                   | 7-5, 63-7, [10-7]   | Tableau |

### Double mixte
| No | Date       | Nom et lieu du tournoi      | Catégorie | Dotation       | Surface      | Vainqueurs                        | Finalistes                        | Score            |         |
| -- | ---------- | --------------------------- | --------- | -------------- | ------------ | --------------------------------- | --------------------------------- | ---------------- | ------- |
| 1  | 14/01/2013 | Australian Open Melbourne   | G. Chelem | 13 803 160 AU$ | Dur (ext.)   | Jarmila Gajdošová Matthew Ebden   | Lucie Hradecká František Čermák   | 6-3, 7-5         | Tableau |
| 2  | 27/05/2013 | Roland-Garros Paris         | G. Chelem | 10 104 000 €   | Terre (ext.) | Lucie Hradecká František Čermák   | Kristina Mladenovic Daniel Nestor | 1-6, 6-4, [10-6] | Tableau |
| 3  | 24/06/2013 | The Championships Wimbledon | G. Chelem | 10 514 000 £   | Gazon (ext.) | Kristina Mladenovic Daniel Nestor | Lisa Raymond Bruno Soares         | 5-7, 6-2, 8-6    | Tableau |
| 4  | 26/08/2013 | US Open Flushing Meadows    | G. Chelem | 16 102 000 $   | Dur (ext.)   | Andrea Hlaváčková Max Mirnyi      | Abigail Spears Santiago González  | 7-65, 6-3        | Tableau |

### Compétitions par équipes
| | Serbie | 2                               | - | 3  | Rép. tchèque |  |  |
| --- | ------ | ------------------------------- | - | -- | ------------ |  |  |
| Kombank Arena, Belgrade, Serbie |        |                                 |   |    |              |  |  |
| du 15 au 17 novembre 2013 sur dur (int.) |        |                                 |   |    |              |  |  |
| \| 1 \| \| Novak Djokovic \| 7 \| 6 \| 6 \| \| \| \| 1 \| \| Radek Štěpánek \| 5 \| 1 \| 4 \| \| \| \| 2 \| \| Dušan Lajović \| 3 \| 4 \| 3 \| \| \| \| 2 \| \| Tomáš Berdych \| 6 \| 6 \| 6 \| \| \| \| 3 \| \| Ilija Bozoljac - Nenad Zimonjić \| 2 \| 4 \| 64 \| \| \| \| 3 \| \| T. Berdych - R. Štěpánek \| 6 \| 6 \| 7 \| \| \| \| \| \| \| \| \| \| \| \| \| 4 \| \| Novak Djokovic \| 6 \| 7 \| 6 \| \| \| \| 4 \| \| Tomáš Berdych \| 4 \| 65 \| 2 \| \| \| \| \| \| \| \| \| \| \| \| \| 5 \| \| Dušan Lajović \| 3 \| 1 \| 1 \| \| \| \| 5 \| \| Radek Štěpánek \| 6 \| 6 \| 6 \| \| \| \| \| \| \| \| \| \| \| \| |        |                                 |   |    |              |  |  |
| 1 |        | Novak Djokovic                  | 7 | 6  | 6            |  |  |
| 1 |        | Radek Štěpánek                  | 5 | 1  | 4            |  |  |
| 2 |        | Dušan Lajović                   | 3 | 4  | 3            |  |  |
| 2 |        | Tomáš Berdych                   | 6 | 6  | 6            |  |  |
| 3 |        | Ilija Bozoljac - Nenad Zimonjić | 2 | 4  | 64           |  |  |
| 3 |        | T. Berdych - R. Štěpánek        | 6 | 6  | 7            |  |  |
| |        |                                 |   |    |              |  |  |
| 4 |        | Novak Djokovic                  | 6 | 7  | 6            |  |  |
| 4 |        | Tomáš Berdych                   | 4 | 65 | 2            |  |  |
| |        |                                 |   |    |              |  |  |
| 5 |        | Dušan Lajović                   | 3 | 1  | 1            |  |  |
| 5 |        | Radek Štěpánek                  | 6 | 6  | 6            |  |  |
| |        |                                 |   |    |              |  |  |

| 1 |  | Novak Djokovic                  | 7 | 6  | 6  |  |  |
| 1 |  | Radek Štěpánek                  | 5 | 1  | 4  |  |  |
| 2 |  | Dušan Lajović                   | 3 | 4  | 3  |  |  |
| 2 |  | Tomáš Berdych                   | 6 | 6  | 6  |  |  |
| 3 |  | Ilija Bozoljac - Nenad Zimonjić | 2 | 4  | 64 |  |  |
| 3 |  | T. Berdych - R. Štěpánek        | 6 | 6  | 7  |  |  |
|   |  |                                 |   |    |    |  |  |
| 4 |  | Novak Djokovic                  | 6 | 7  | 6  |  |  |
| 4 |  | Tomáš Berdych                   | 4 | 65 | 2  |  |  |
|   |  |                                 |   |    |    |  |  |
| 5 |  | Dušan Lajović                   | 3 | 1  | 1  |  |  |
| 5 |  | Radek Štěpánek                  | 6 | 6  | 6  |  |  |
|   |  |                                 |   |    |    |  |  |

|  | Équipe 1 | Score | Équipe 2 |  |
|  | Serbie   | 1 – 2 | Espagne  |  |

| Ordre des matchs | Joueurs                           | Points au premier set | Points au second set | Points au troisième set |
| ---------------- | --------------------------------- | --------------------- | -------------------- | ----------------------- |
| 1                | Ana Ivanović                      | 4                     | 7                    | 2                       |
| 1                | Anabel Medina Garrigues           | 6                     | 63                   | 6                       |
|                  |                                   |                       |                      |                         |
| 2                | Novak Djokovic                    | 6                     | 7                    |                         |
| 2                | Fernando Verdasco                 | 3                     | 5                    |                         |
|                  |                                   |                       |                      |                         |
| 3                | Ana Ivanović - Novak Djokovic     | 4                     | 5                    |                         |
| 3                | Anabel Medina - Fernando Verdasco | 6                     | 7                    |                         |

## Informations statistiques
Les tournois sont listés par ordre chronologique.

### En simple
| Joueur                | Nombre | Titres                                                                                                   |
| --------------------- | ------ | --- |
| Rafael Nadal          | 10     | São Paulo, Acapulco, Indian Wells, Barcelone, Madrid, Rome, Roland-Garros, Montréal, Cincinnati, US Open |
| Novak Djokovic        | 7      | Australian Open, Dubaï, Monte Carlo, Pékin, Shanghai, Paris-Bercy, Masters                               |
| Juan Martín del Potro | 4      | Rotterdam, Washington, Tokyo, Bâle                                                                       |
| Andy Murray           | 4      | Brisbane, Miami, Queen's, Wimbledon                                                                      |
| Richard Gasquet       | 3      | Doha, Montpellier, Moscou                                                                                |
| David Ferrer          | 2      | Auckland, Buenos Aires                                                                                   |
| Fabio Fognini         | 2      | Stuttgart, Hambourg                                                                                      |
| Ernests Gulbis        | 2      | Delray Beach, Saint-Pétersbourg                                                                          |
| Tommy Haas            | 2      | Munich, Vienne                                                                                           |
| John Isner            | 2      | Houston, Atlanta                                                                                         |
| Nicolas Mahut         | 2      | Bois-le-Duc, Newport                                                                                     |
| Milos Raonic          | 2      | San José, Bangkok                                                                                        |
| Tommy Robredo         | 2      | Casablanca, Umag                                                                                         |
| Mikhail Youzhny       | 2      | Gstaad, Valence                                                                                          |
| Carlos Berlocq        | 1      | Båstad                                                                                                   |
| Marin Čilić           | 1      | Zagreb                                                                                                   |
| Grigor Dimitrov       | 1      | Stockholm                                                                                                |
| Roger Federer         | 1      | Halle |
| Marcel Granollers     | 1      | Kitzbühel                                                                                                |
| Ivo Karlović          | 1      | Bogota                                                                                                   |
| Feliciano López       | 1      | Eastbourne                                                                                               |
| Jürgen Melzer         | 1      | Winston-Salem                                                                                            |
| Juan Mónaco           | 1      | Düsseldorf                                                                                               |
| Albert Montañés       | 1      | Nice |
| Kei Nishikori         | 1      | Memphis                                                                                                  |
| Lukáš Rosol           | 1      | Bucarest                                                                                                 |
| Gilles Simon          | 1      | Metz |
| João Sousa            | 1      | Kuala Lumpur                                                                                             |
| Janko Tipsarević      | 1      | Chennai                                                                                                  |
| Bernard Tomic         | 1      | Sydney                                                                                                   |
| Jo-Wilfried Tsonga    | 1      | Marseille                                                                                                |
| Stanislas Wawrinka    | 1      | Oeiras                                                                                                   |
| Horacio Zeballos      | 1      | Viña del Mar                                                                                             |

| Joueur           | Début de carrière | Premier titre |
| ---------------- | ----------------- | ------------- |
| Carlos Berlocq   | 2001              | Båstad        |
| Grigor Dimitrov  | 2008              | Stockholm     |
| Fabio Fognini    | 2004              | Stuttgart     |
| Nicolas Mahut    | 2000              | Bois-le-Duc   |
| Lukáš Rosol      | 2004              | Bucarest      |
| João Sousa       | 2007              | Kuala Lumpur  |
| Bernard Tomic    | 2008              | Sydney        |
| Horacio Zeballos | 2003              | Viña del Mar  |

#### Titres par nation
| Pays        | Nombre | Titres |
| ----------- | ------ | --- |
| Espagne     | 17     | Auckland, São Paulo, Buenos Aires, Acapulco, Indian Wells, Casablanca, Barcelone, Madrid, Rome, Nice, Roland-Garros, Eastbourne, Umag, Kitzbühel, Montréal, Cincinnati, US Open |
| Serbie      | 8      | Chennai, Australian Open, Dubaï, Monte-Carlo, Pékin, Shanghai, Paris-Bercy, Masters                                                                                             |
| Argentine   | 7      | Viña del Mar, Rotterdam, Düsseldorf, Båstad, Washington, Tokyo, Bâle |
| France      | 7      | Doha, Montpellier, Marseille, Bois-le-Duc, Newport, Metz, Moscou |
| Royaume-Uni | 4      | Brisbane, Miami, Queen's, Wimbledon |
| Allemagne   | 2      | Munich, Vienne |
| Canada      | 2      | San José, Bangkok |
| Croatie     | 2      | Zagreb, Bogota |
| États-Unis  | 2      | Houston, Atlanta |
| Italie      | 2      | Stuttgart, Hambourg |
| Lettonie    | 2      | Delray Beach, Saint-Pétersbourg |
| Russie      | 2      | Gstaad, Valence |
| Suisse      | 2      | Oeiras, Halle |
| Australie   | 1      | Sydney |
| Autriche    | 1      | Winston-Salem |
| Bulgarie    | 1      | Stockholm |
| Japon       | 1      | Memphis |
| Portugal    | 1      | Kuala Lumpur |
| Tchéquie    | 1      | Bucarest |

#### Titres par surface et par nation
| Dur         | Nombre |
| ----------- | ------ |
| Serbie      | 7      |
| Espagne     | 5      |
| France      | 5      |
| Argentine   | 4      |
| Canada      | 2      |
| Croatie     | 2      |
| Lettonie    | 2      |
| Royaume-Uni | 2      |
| Allemagne   | 1      |
| Australie   | 1      |
| Autriche    | 1      |
| Bulgarie    | 1      |
| États-Unis  | 1      |
| Japon       | 1      |
| Portugal    | 1      |
| Russie      | 1      |

| Terre battue | Nombre |
| ------------ | ------ |
| Espagne      | 11     |
| Argentine    | 3      |
| Italie       | 2      |
| Allemagne    | 1      |
| États-Unis   | 1      |
| Tchéquie     | 1      |
| Russie       | 1      |
| Serbie       | 1      |
| Suisse       | 1      |

| Gazon       | Nombre |
| ----------- | ------ |
| France      | 2      |
| Royaume-Uni | 2      |
| Espagne     | 1      |
| Suisse      | 1      |

### En double
| Joueurs                                | Nombre | Titres |
| Bob Bryan Mike Bryan                   | 11     | Sydney, Open d'Australie, Memphis, Indian Wells, Madrid, Rome, Roland-Garros, Queen's, Wimbledon, Cincinnati, Paris-Bercy |
| Bruno Soares                           | 6      | Auckland, São Paulo, Barcelone, Eastbourne, Montréal, Valence                                                             |
| Alexander Peya                         | 5      | São Paulo, Barcelone, Eastbourne, Montréal, Valence                                                                       |
| David Marrero                          | 4      | Acapulco, Umag, Saint-Pétersbourg, Masters                                                                                |
| Raven Klaasen                          | 3      | Nice, Metz, Kuala Lumpur                                                                                                  |
| Max Mirnyi Horia Tecău                 | 3      | Bucarest, Bois-le-Duc, Pékin                                                                                              |
| Jamie Murray John Peers                | 3      | Houston, Gstaad, Bangkok                                                                                                  |
| Édouard Roger-Vasselin                 | 3      | Newport, Atlanta, Tokyo                                                                                                   |
| Nenad Zimonjić                         | 3      | Rotterdam, Monte-Carlo, Washington                                                                                        |
| Julien Benneteau                       | 2      | Monte-Carlo, Washington                                                                                                   |
| Rohan Bopanna                          | 2      | Marseille, Tokyo |
| Johan Brunström                        | 2      | Nice, Metz |
| Martin Emmrich                         | 2      | Düsseldorf, Kitzbühel |
| Colin Fleming                          | 2      | Auckland, Marseille |
| Santiago González Scott Lipsky         | 2      | Oeiras, Halle |
| Christopher Kas                        | 2      | Doha, Kitzbühel |
| Julian Knowle Filip Polášek            | 2      | Zagreb, Casablanca |
| Michaël Llodra                         | 2      | Montpellier, Dubaï |
| Marcelo Melo                           | 2      | Brisbane, Shanghai |
| Leander Paes                           | 2      | Winston-Salem, US Open |
| Aisam-Ul-Haq Qureshi Jean-Julien Rojer | 2      | Miami, Stockholm |
| Fernando Verdasco                      | 2      | Saint-Pétersbourg, Masters                                                                                                |

| Joueur          | Début de carrière | Premier titre |
| Facundo Bagnis  | 2005              | Stuttgart     |
| Thomaz Bellucci | 2003              | Stuttgart     |
| Mikhail Elgin   | 1998              | Moscou        |
| Denis Istomin   | 2004              | Moscou        |
| Raven Klaasen   | 2002              | Nice          |
| Martin Kližan   | 2007              | Umag          |
| Paolo Lorenzi   | 2010              | Viña del Mar  |
| Florin Mergea   | 2003              | Vienne        |
| Nicholas Monroe | 2000              | Båstad        |
| Frank Moser     | 2001              | San José      |
| Benoît Paire    | 2009              | Chennai       |
| John Peers      | 2011              | Houston       |
| Purav Raja      | 2005              | Bogota        |
| Divij Sharan    | 2004              | Bogota        |
| Igor Sijsling   | 2005              | Atlanta       |
| Jack Sock       | 2011              | Delray Beach  |
| Simon Stadler   | 1998              | Båstad        |

#### Titres par nation
| Pays           | Nombre | Titre |
| États-Unis     | 16     | Sydney, Open d'Australie, Memphis, Delray Beach, Indian Wells, Oeiras, Madrid, Rome, Roland-Garros, Queen's, Halle, Wimbledon, Båstad, Cincinnati, Kuala Lumpur, Paris-Bercy |
| Brésil         | 9      | Brisbane, Auckland, São Paulo, Barcelone, Eastbourne, Stuttgart, Montréal, Shanghai, Valence                                                                                 |
| France         | 8      | Chennai, Montpellier, Dubaï, Monte-Carlo, Newport, Atlanta, Washington, Tokyo                                                                                                |
| Autriche       | 7      | Zagreb, São Paulo, Casablanca, Barcelone, Eastbourne, Montréal, Valence |
| Inde           | 6      | Marseille, Dubaï, Bogota, Winston-Salem, US Open, Tokyo |
| Royaume-Uni    | 6      | Auckland, Marseille, Houston, Gstaad, Bangkok, Bâle |
| Allemagne      | 5      | Doha, San José, Düsseldorf, Båstad, Kitzbühel |
| Espagne        | 5      | Brisbane, Acapulco, Umag, Saint-Pétersbourg, Masters |
| Roumanie       | 4      | Bucarest, Bois-le-Duc, Pékin, Vienne |
| Afrique du Sud | 3      | Nice, Metz, Kuala Lumpur |
| Australie      | 3      | Houston, Gstaad, Bangkok |
| Biélorussie    | 3      | Bucarest, Bois-le-Duc, Pékin |
| Pays-Bas       | 3      | Miami, Atlanta, Stockholm |
| Serbie         | 3      | Rotterdam, Monte-Carlo, Washington |
| Slovaquie      | 3      | Zagreb, Casablanca, Umag |
| Suède          | 3      | Rotterdam, Nice, Metz |
| Italie         | 2      | Viña del Mar, Buenos Aires |
| Mexique        | 2      | Oeiras, Halle |
| Pakistan       | 2      | Miami, Stockholm |
| Pologne        | 2      | Acapulco, Hambourg |
| Tchéquie       | 2      | US Open, Vienne |
| Russie         | 2      | Munich, Moscou |
| Argentine      | 1      | Stuttgart |
| Belgique       | 1      | San José |
| Canada         | 1      | Winston-Salem |
| Croatie        | 1      | Shanghai |
| Finlande       | 1      | Munich |
| Philippines    | 1      | Bâle |
| Suisse         | 1      | Chennai |
| Ouzbékistan    | 1      | Moscou |

## Retraits du circuit
- Igor Andreev
- James Blake
- Igor Kunitsyn
- Xavier Malisse
- Nicolás Massú
- Ricardo Mello
- David Nalbandian
- Dick Norman
- Filip Polášek